# Contea di Sandoval
La contea di Sandoval (in inglese Sandoval County) è una contea dello Stato del Nuovo Messico, negli Stati Uniti. La popolazione al censimento del 2010 era di 131.000 abitanti. Il capoluogo di contea è Bernalillo.

## Geografia fisica
Secondo l'US Census Bureau, la contea ha un'area totale di 3.714 miglia quadrate (9.620 km²), di cui 9.607 km² di terra e 13 km²) (0,13%) d'acqua. Il punto più alto nella contea è il Rendondo Peak, a 3431 metri sul livello del mare.
Tra le aree protette nazionali presenti nella contea troviamo il Bandelier National Monument, il Camino Real de Tierra Adentro e il Kasha-Katuwe Tent Rocks National Monument.
Nella contea si trovano 12 riserve: il Pueblo di Cochiti, Jemez Pueblo, la Riserva Apache Jicarilla, il Pueblo di Laguna, la Nazione Navajo, San Felipe Pueblo, la Riserva San Felipe (nativi Pueblo), San Ildefonso Pueblo, il Pueblo di Sandia, Santa Ana Pueblo, Santa Clara Pueblo, Kewa Pueblo e Zia Pueblo.
Una porzione relativamente piccola della contea esiste come exclave geograficamente separate tra la contea di Los Alamos e la contea di Santa Fe: questo avvenne alla creazione della contea di Los Alamos, quando la terra che sarebbe diventata l'exlave fu esclusa dalla nuova contea perché facente parte di un sito sacro per i nativi americani locali.

### Contee confinanti
- Contea di Rio Arriba - nord
- Contea di Los Alamos - nord-est
- Contea di Santa Fe - est
- Contea di Bernalillo - sud
- Contea di Cibola - sud-ovest
- Contea di McKinley - ovest
- Contea di San Juan - nord-ovest

## Storia
La contea fu creata nel 1903.

## Comuni

### City
- Rio Rancho

### Town
- Bernalillo (capoluogo)
- Edgewood

### Villages
- Corrales
- Cuba
- Jemez Springs
- San Ysidro

### Census-designated places
| - Algodones - Cañon - Cochiti - Cochiti Lake - Jemez Pueblo - La Cueva - La Jara - La Madera - Peña Blanca - Placitas | - Ponderosa - Pueblo di Sandia Village - Regina - Rio Rancho Estates - San Felipe Pueblo - San Luis - Santa Ana Pueblo - Santo Domingo Pueblo - Torreon - Zia Pueblo |